# 시마네현립 미술관
시마네현립 미술관(島根県立美術館)은 일본 시마네현 마쓰에시에 있는 미술관이다.